# Faber-Castell
Faber-Castell je proizvajalec pisal, svinčnikov, barvic, flomastrov, oglja za risanje in ostalih pisarniških pripomočkov (ravnila, radirke, luknjači ipd.) iz Nemčije. Izdelovanje se je pričelo v Steinu blizu Nuremberga v Nemčiji leta 1761, na pobudo pisarniškega delavca Kasparja Faberja. Zaradi velikega uspeha takoj po začetku izdelovanja je proizvodnja svoje veje razširila po vsem svetu – v New York, Pariz, London in kasneje še na Dunaj. Tovarna Faber se je leta 1900 preimenovala v Faber-Castell, ker se je leto dni prej Faberjeva pra-pravnukinja poročila s kadetom grofov Castell. Faber-Castell je takrat dobil tudi svoj zaščitni znak z dvema vitezoma, ki se bojujeta na konjih.
Danes je Faber-Castell eden od vodilnih proizvajalcev tako šolskega kot tudi pisarniškega materiala, ki vsako leto proizvede nekaj milijonov najrazličnejših pripomočkov, med drugim tudi vodene barvice, šilčke, voščenke, mase in plasteline za ustvarjanje, oljne in pastelne barve ter tudi oglje, namenjeno profesionalnemu risanju.